# Обле, Жан Батист Кристиан
Жан Бати́ст Кристиа́н (Кристофо́р) Обле́, или Фюзе́-Обле, или Фюзе Обле (фр. Jean Baptiste Christian Fusée-Aublet, Jean Baptiste Christophore Fusée Aublet, 1720, Салон-де-Прованс, Франция — 1778, Париж, Франция) — французский натуралист, ботаник и фармацевт.

## Биография

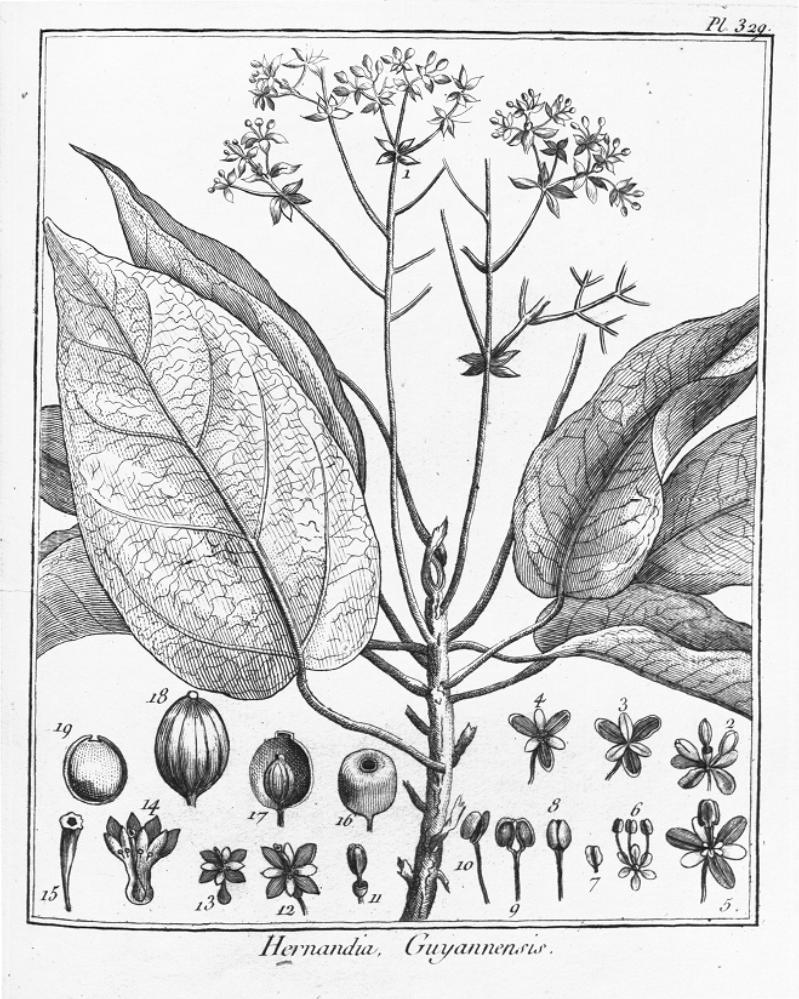
. Ботаническая иллюстрация к книге Обле Histoire des plantes de la Guiane Françoise (vol. 4, tab. 329), 1775. Гравюра на меди

Будучи сотрудником Французской Ост-Индской компании, в 1752 году прибыл на остров Маврикий (тогда — Иль-де-Франс), чтобы основать там фармацевтическое заведение и ботанический сад. Работал там в течение 9 лет. Был обвинён в уничтожении из зависти коллекции Пьера Пуавра.
В 1762 году был послан в Кайенну (Французская Гвиана), где собрал большую коллекцию растений, в которой оказалось много новых видов. Вернулся в 1764 году. Коллекция эта описана в сочинении Обле «Histoire des plantes de la Guiane française», изданном в Лондоне и Париже в 1775 году с 392 гравюрами на меди.
Незадолго до смерти передал свой гербарий Жан-Жаку Руссо, но тот тоже умер через 3 месяца после Обле. В конце концов в 1953 году гербарий был приобретён парижским Национальным музеем естественной истории.

## Таксоны растений, названные в честь Обле
В честь Обле названы роды растений:
- Aubletella Pierre (1891) = Chrysophyllum L. (семейство Сапотовые)
- Aubletia Gaertn. (1788) = Sonneratia L.f. (Дербенниковые)
- Aubletia Le Monn. ex Rozier (1771) [syn.  Obletia auct., orth. var.] = Verbena L. (Вербеновые)
- Aubletia Lour. (1790) = Paliurus Mill. (Крушиновые)
- Aubletia Neck. (1790), opus utique oppr. = Ruellia L. (Акантовые)
- Aubletia Pers. (1807) = Ertela Adans. (Рутовые)
- Aubletia Schreb. (1789) = Apeiba Aubl. (Мальвовые)
- Aubletiana J.Murillo (2000) (Молочайные)

## Печатные труды
- Histoire des plantes de la Guiane Francoise: rangees suivant la methode sexuelle, avec plusieurs memoires sur differens objects interessans, relatifs a la culture & au commerce de la Guiane Francoise, & une notice des plantes de l’Isle-de-France … /par m. Fusee Aublet. Londres; Paris: P. F. Didot jeune, 1775 (4 тома).